# Leguaner
Leguaner (Iguanidae) är en familj inom klassen kräldjur. Leguaner finns huvudsakligen i Nord- och Sydamerika men det finns också arter på Madagaskar och på några öar i Stilla havet. De blir cirka 12 till 18 år gamla beroende på art. 
Den gröna leguanen (Iguana iguana) är ett allt vanligare sällskapsdjur i Sverige. Eftersom dess naturliga miljö är tropiska regn- och galleriskogar krävs det att leguanen som husdjur får bo i ett terrarium. I terrariet måste luftfuktigheten hållas tillräckligt hög för att efterlikna djurens naturliga miljö. De måste även ha tillgång till en värmelampa, eftersom de behöver värme för att smälta maten. 
Leguaner äter växter, frukt och kryp. Men den vanligaste, gröna leguanen, äter ej insekter då deras njurar kan skadas av animaliskt protein. 
Gröna leguaner i fångenskap kräver en noga balanserad föda för att få ett friskt och sunt liv. Näringsbrist (särskilt kalciumbrist) i leguanens diet kan orsaka benskörhet hos leguanen. Denna sjukdom brukar uppenbara sig vid två till tre års ålder om den utfodrats med olämplig kost. Rekommenderad kost består av 85% grönsaker och ca 15% frukt.

## Systematik
Leguanernas systematik är inte helt utredd och har ändrats flera gånger sedan 1989. Vid denna tidpunkt delade herpetologerna Daryl Frost och Richard Etheridge den tidigare leguanfamiljen i 11 familjer vilka fram till dess klassificerats som underfamiljer. De nya familjerna bildar ett taxon med namnet Pleurodonta som är systergruppen till Acrodonta (agamer och kameleonter). Skillnaden mellan dessa två grupper ligger i tändernas konstruktion.
Familjen leguaner delas numera i åtta recenta släkten och tre utdöda släkten:
- Leguane (Iguanidae) Oppel, 1811
  - Havsleguan (Amblyrhynchus cristatus) (1 art)
  - Brachylophus (3 arter)
  - Landleguaner (Conolophus) (3 arter)
  - Ctenosaura (15 arter)
  - Cyclura (8 arter)
  - Dipsosaurus dorsalis (1 art)
  - Iguana (2 arter, med grön leguan)
  - Sauromalus (6 arter, med chuckwalla)
  - Armandisaurus (fossil)
  - Lapitiguana (fossil)
  - Pumila (fossil)